# Malcolm I da Escócia

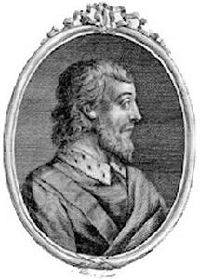
Malcolm I da Escócia

Malcolm I (gaélico moderno: Máel Coluim mac Domnaill) (morto em 954 em batalha, sepultado na ilha de Iona), filho de Donaldo II.
Rei de Alba e da Escócia em 943. Recebeu Strathclyde do rei Edmundo da Inglaterra. Teve dois filhos.
Fez incursões contra o norte da Inglaterra e foi morto em batalha por rebeldes de Moray. 
Sucedido por Indulfo da Escócia.